# Långholm, Gustavs
Långholm (finska: Pitkässaari) är en del av en ö i Finland.   Den ligger i kommunen Gustavs i landskapet Egentliga Finland, i den sydvästra delen av landet, 190 km väster om huvudstaden Helsingfors.